# Eleanor Audley
Pour les articles homonymes, voir Audley.
Eleanor Audley est une actrice américaine, née le 19 novembre 1905 à New York et morte le 25 novembre 1991 à North Hollywood (Californie).

## Biographie
Elle a doublé deux personnages Disney : Lady Trémaine dans Cendrillon et Maléfique dans La Belle au bois dormant. Elle a aussi donné sa voix au personnage de Madame Leota dans la version originale de l'attraction The Haunted Mansion.

## Filmographie
- 1950 : Cendrillon (Cinderella) : Madame de Trémaine (voix)
- 1950 : La porte s'ouvre (No Way Out) : Wife
- 1950 : Pretty Baby : Mlle Angela Brindel
- 1950 : Three Secrets : Warden at women's prison
- 1951 : Gambling House : Mme Faith Livingston
- 1951 : La Ronde des étoiles (Starlift) : Mme Michelle Williams
- 1955 : Le Prince des acteurs (Prince of Players) : Mme Julie Montchesington
- 1955 : Tant que soufflera la tempête (Untamed) : Lady Vernon
- 1955 : Cell 2455 Death Row : Blanche
- 1955 : Tout ce que le ciel permet (All That Heaven Allows) : Mme Humphrey
- 1956 : The Toy Tiger : la femme dans la Reading Room
- 1956 : L'Enquête de l'inspecteur Graham (The Unguarded Moment) de Harry Keller : la secrétaire de M. Pendleton
- 1956 : Pleine de vie (Full of Life) de Richard Quine : Mme Alexandra Jameson
- 1957 : La Forêt meurtrière (Spoilers of the Forest) : Mme Becky Walters
- 1957 : Jeanne Eagels : Sob Sister
- 1958 : Voice in the Mirror : Speaker at Soup Kitchen
- 1958 : Retour avant la nuit (Home Before Dark) de Mervyn LeRoy : Mme Hathaway
- 1959 : La Belle au bois dormant (Sleeping Beauty) : Maléfique (voix)
- 1959 : Ils n'ont que vingt ans : Mme Harrington
- 1959 : La police fédérale enquête (The FBI Story) : Mme King (Jack Graham's mother)
- 1960 : Waldo (série télévisée)
- 1961 : Mon séducteur de père (The Pleasure of His Company) : Mme Thompson
- 1961 : La Farfelue de l'Arizona (The Second Time Around) : Mme Linda Trask
- 1963 : The Wheeler Dealers d'Arthur Hiller : critique d'art
- 1964 : Un mari à tout faire (Kisses for My President) de Curtis Bernhardt
- 1964 : La Reine du Colorado : Mme Cartwright
- 1965-1969 : Les Arpents verts (Green Acres) : Eunice Douglas
- 1965 : I'll Take Sweden (en) de Frederick de Cordova : Mme Dow
- 1968 : Frissons garantis : Matron
- 1969 : Cramponne-toi, Jerry (Hook, Line & Sinker) : Mme Durham